# Ford Corsair
Der Ford Corsair war ein Mittelklasse-Pkw, den Ford England von 1963 bis 1970 als 2- oder 4-türige Limousine als 5-türigen Kombi und als 2-türiges Cabriolet herstellte. Die frühen Modell verwendeten Styling-Details vom Ford Thunderbird der Modelljahre 1961 und 1962. Es gab auch eine Cabriolet-Version, die von Crayford Engineering gefertigt wurde und heute sehr selten ist. Auf einigen Exportmärkten wurde auch ein 3-türiger Kombi angeboten.
Der Corsair entstand auf der verlängerten Bodengruppe des Cortina MK1, mit dem er auch viele mechanische Gemeinsamkeiten hatte. Der Corsair hatte ein damals ungewöhnliches und kühnes Styling mit einer horizontalen, V-förmigen Falte vorne, in die runde Scheinwerfer eingesetzt waren, was für ein aerodynamisches Aussehen des Wagens sorgte. Das jetförmige Aussehen setzte sich nach hinten fort, wo der Wagen in stark abgesetzte vertikale Heckleuchten ausläuft, die an Heckflossen erinnern.
Der Wagen wurde anfangs mit dem größeren, 60 bhp (44 kW) starken Motor mit 1.498 cm³ (Typ Ford Kent, mit Einfachvergaser) angeboten, der auch im kleineren Cortina als Standard- und GT-Version eingebaut war. 1964 errang Tony Brooks Team in einem mit Kent-Vierzylinder-Reihenmotor ausgestatteten Corsair GT 13 Geschwindigkeitsweltrekorde in Monza in Italien, wobei sie eine Durchschnittsgeschwindigkeit von 159 km/h über 24.030 km (15.000 mls) in Klasse bis 1500 cm³ Hubraum erreichten. 1965 wurde der Corsair mit neuen V4-Motoren ausgestattet. Zuerst gab es einen Motor mit 1663 cm³ Hubraum; 1966 kam ein leistungsstärkerer 1996-cm³-Motor mit 61 kW (82 PS) dazu, der auch im neuen Ford Zephyr Mk IV verwendet wurde.

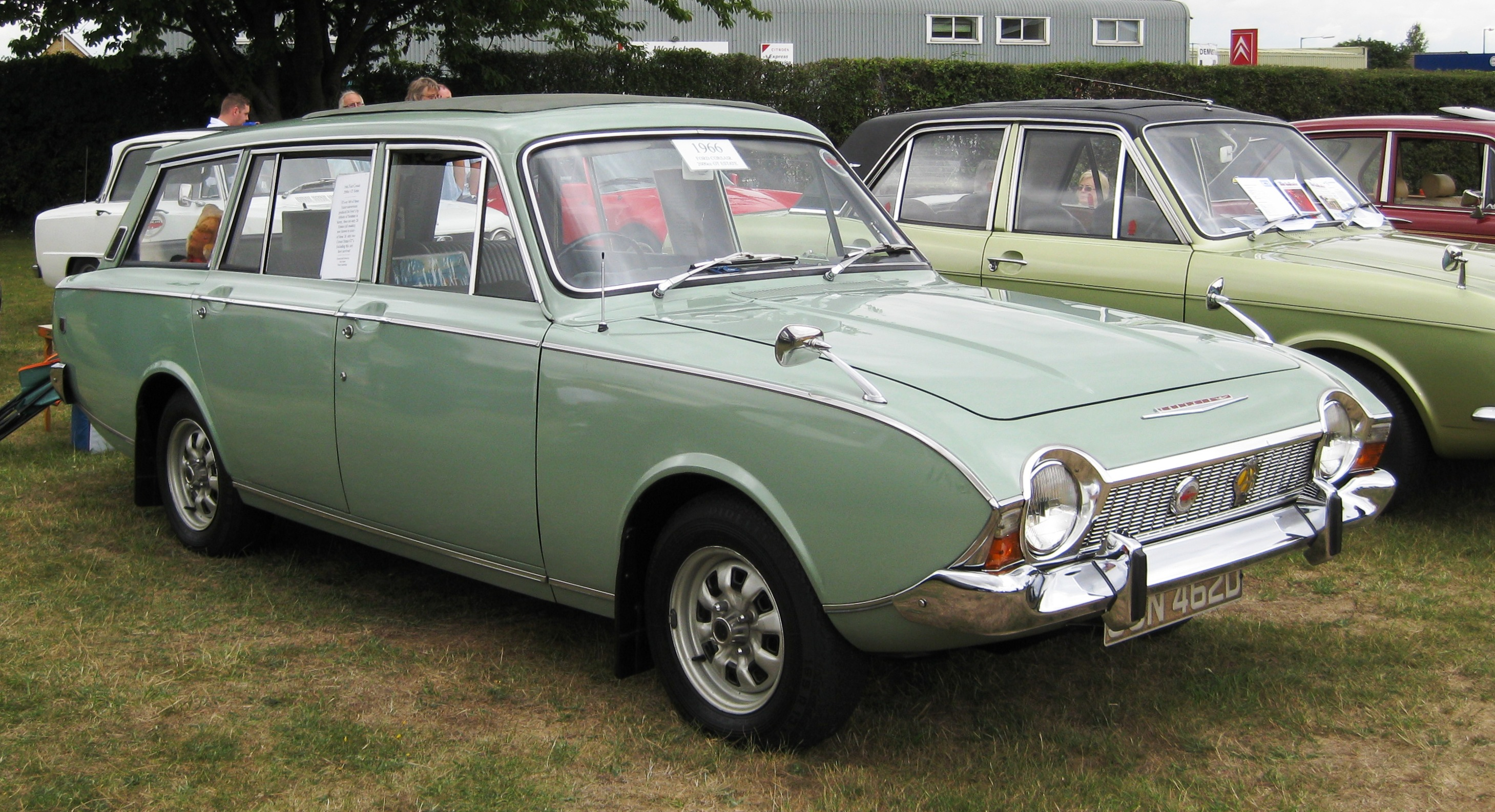
Kombi-Variante (ab 1966)

Ein von Abbott of Farnham gefertigter Kombi erweiterte 1966 die Palette, außerdem fertigte Crayford einige Cabriolets. Ab 1967 gab es vom Corsair, wie vom kleineren Schwestermodell Cortina, eine Executive-Variante, ein 2000 E mit Flanken ohne Chromverzierungen, besonderen Radkappen, einem Vinyldach und verbesserter Innenausstattung.
Die Fahrleistungen des Corsair waren wenig beeindruckend; der 2,0-Liter-V4-Motor beschleunigte ihn auf maximal 153 km/h. Einige Enthusiasten tunten den Wagen, aber es gab ein populäres Gerücht, das besagte, der Wagen würde durch seine keilförmige Nase bei Geschwindigkeiten über 130 km/h vorne so leicht, dass er wirklich gefährlich zu fahren wäre. Wahrscheinlich ist dies ein unberechtigtes Gerücht, das endgültig ad absurdum geführt wurde, als der Corsair die oben erwähnten Weltrekorde in Monza erreichte, wo er über Stunden schneller als 160 km/h ohne fühlbaren Effekt auf die Lenkung fuhr.
1970 wurde der Corsair durch den Cortina Mk3 ersetzt, der – nun vergrößert – den Platz des Mittelklassewagens in der Ford-Palette einnahm. Ein neues, kleineres Modell, der Escort füllte die Lücke, die der alte Cortina gelassen hatte. Der neue Capri ersetzte die Hochleistungsversionen. Insgesamt entstanden ca. 310.000 Corsair in sechs Jahren.

## Ford Corsair Australien

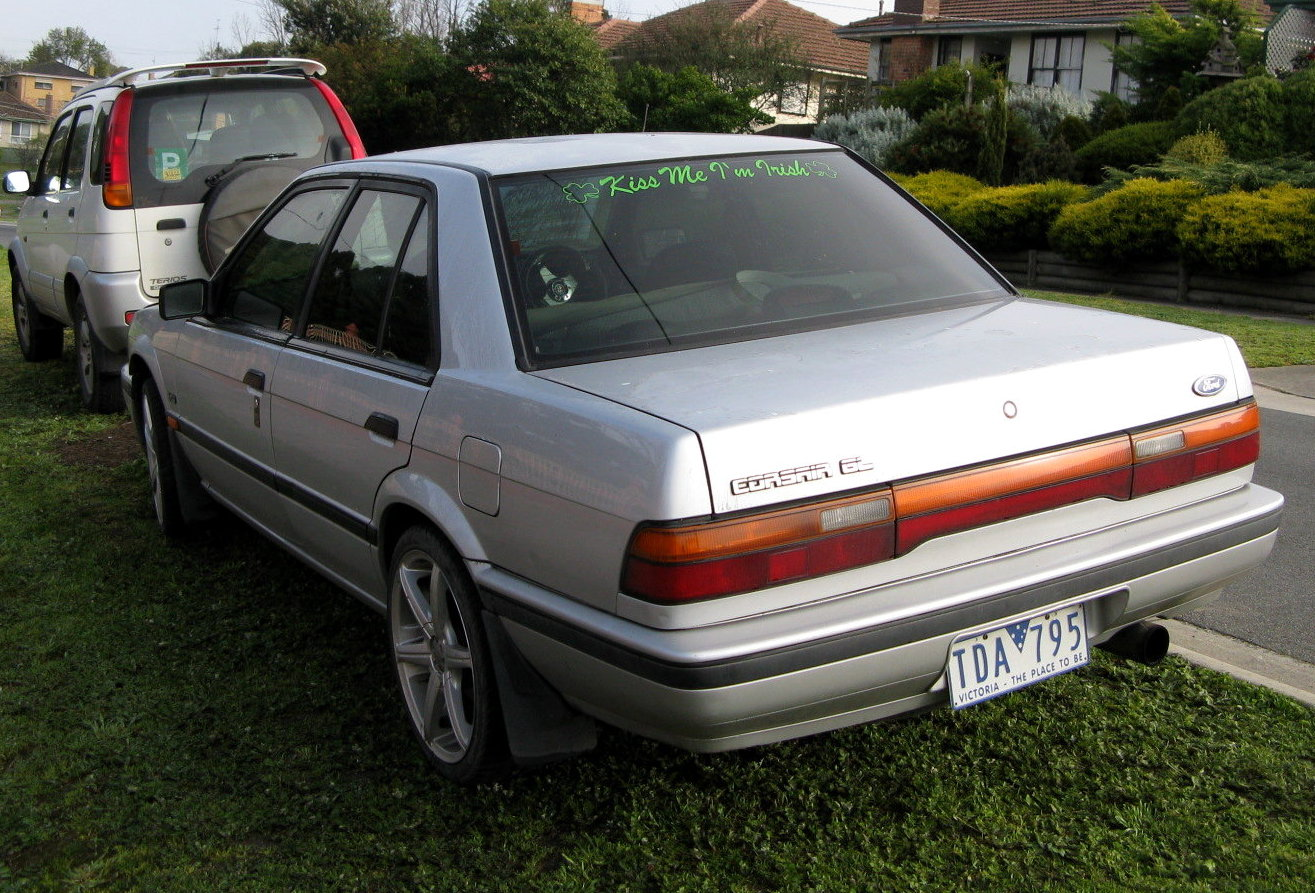
Australischer Ford Corsair auf Nissan-Basis

Von 1989 bis 1992 wurde der Name Corsair für eine Version des Nissan Pintara (bekannt als Projekt Matilda) von Ford Australien verwendet. Das Fahrzeug war als Limousine oder Fließheck-Limousine erhältlich und sollte den auf dem Mazda 626 basierenden Telstar ersetzen, der in Japan hergestellt wurde. Beide Fahrzeuge wurden aber einige Jahre lang parallel angeboten, wobei der Telstar dann nur noch als Fließheckmodell in der Hochleistungsausführung TX5 verfügbar war. Als Nissan 1992 sein Werk in Australien schloss, wurde der Corsair eingestellt und der in Japan gefertigte Telstar nahm erneut die Stelle des Mittelklassewagens in der australischen Ford-Palette ein, bis er 1995 vom Mondeo ersetzt wurde. Den Corsair gab es mit 2,0-Liter- (CA20E) und 2,4-Liter-Motor (KA24E), in GL- und Ghia-Ausführung.